# Grexit
Grexit bezeichnet eine Diskussion über ein hypothetisches Ausscheiden Griechenlands aus der Eurozone. Es handelt sich um ein Kofferwort aus den englischen Wörtern Greek und exit. Der Grexit wurde erstmals 2009 und dann 2014 und 2015 diskutiert.

## Verwandte Begriffe
2015 wurde auch die Möglichkeit eines Grexit by Accident, kurz Graccident oder Grexident, diskutiert. Mit diesem Begriff ist ein unbeabsichtigter Euro-Austritt gemeint. Grimbo, kurz für Greek limbo, bezeichnet einen Zustand, in dem Griechenland von seinen Gläubigern keine weiteren Hilfszahlungen mehr erhält und sich die Situation über einen längeren Zeitraum nicht klärt.
Der Begriff Brexit steht für das Ausscheiden des Vereinigten Königreichs aus der gesamten Europäischen Union, das nach dem EU-Mitgliedschaftsreferendum im Vereinigten Königreich 2016 2017 eingeleitet wurde. Für andere Länder, in denen ein mögliches Ausscheiden aus der Eurozone erwogen wird, existieren analog gebildete Begriffe: für Deutschland Dexit, für Österreich Öxit, für Finnland Fixit, für Frankreich Frexit und für die Niederlande Nexit.

## Grexit-Szenarien

### Plan Z
Plan Z ist der Name eines 2012 entworfenen Planes, der erörterte, wie Griechenland im Falle eines Zusammenbruchs des griechischen Bankensystems aus der Eurozone aussteigen könnte. An dem Plan arbeiteten insgesamt etwa zwei Dutzend Personen (Mitarbeiter der Europäischen Kommission, der EZB und des IWF) mit. Sie wurden geführt von Jörg Asmussen (EZB), Thomas Wieser (Euro working group), Poul Mathias Thomsen (IWF) und Marco Buti (Europäische Kommission). Um eine vorzeitige Veröffentlichung zu vermeiden, wurde kein einziges Dokument geschaffen, keine E-Mails wurden ausgetauscht und Repräsentanten Griechenlands wurden nicht informiert. Der Plan basierte unter anderem auf Erfahrungen, die 2003 bei der Einführung des neuen Irakischen Dinars im Irak durch die USA gemacht worden waren. Der Plan Z hätte es erfordert, die griechische Wirtschaft und das griechische Bankensystem vom Target-2-System zu trennen, Geldautomaten zeitweise zu schließen und die Konvertibilität zeitweise zu beschränken (z. B. Devisenverkehrsbeschränkungen).

### Parallelwährung
Udo Neuhäußer, Ministerialrat im deutschen Bundesministerium für Wirtschaft und Energie, schlug im Februar 2012 vor, das griechische Staatsvermögen in ein Sondervermögen einzubringen und dieses als Deckung für eine griechische Parallelwährung (z. B. namens »Neue Drachme«) zu verwenden. Dieser Vorschlag wurde 2012 und auch danach diskutiert.
Die Geldmenge dieser Parallelwährung könnte Griechenland selber steuern; ebenso den Wechselkurs zum Euro. Eine Parallelwährung in Griechenland gibt der griechischen Regierung die Möglichkeit, weiterhin Ausgaben zu tätigen, ohne auf Kredite aus dem Euroraum angewiesen zu sein. Sie könnte die internationale Wettbewerbsfähigkeit des Landes wiederherstellen. Zum Beispiel könnte die Regierung den staatlichen Mitarbeitern einen Teil ihrer Löhne in Parallelwährung ausbezahlen. Die Frage ist, ob genug Griechen bereit sein würden, die Parallelwährung als Zahlungsmittel anzunehmen, solange sie gleichzeitig den Euro würden nutzen können.
Charles Blankart und Sven Bretschneider vom Institut für öffentliche Finanzen, Wettbewerb und Institutionen an der Humboldt-Universität zu Berlin begründeten, warum eine neue griechische Währung als Tauschmittel staatlich durchgesetzt werden kann; denn für alle Transaktionen mit dem Staat und seinen öffentlichen Unternehmen kann die neue Währung zur Pflicht erklärt werden, was vielleicht 60 % der Transaktionen ausmacht. Bereits dann werde sich ein Verbleiben in der alten Währung nicht mehr lohnen. Der Heidelberger Ökonom Eckhard Behrens argumentierte, die Durchsetzung der Parallelwährung werde leichter durch deren erhöhte Umlaufgeschwindigkeit.

### Zeitweiliger Grexit
In die Verhandlungen um ein drittes Programm für Griechenland brachte Deutschland den Vorschlag eines zeitweiligen Grexit ein. Hiernach sollte Griechenland die Eurozone für mindestens fünf Jahre verlassen. Dieser Weg würde eine ausreichende Schuldenrestrukturierung erlauben, die mit einer Mitgliedschaft in der Währungsunion nicht vereinbar wäre. Die Auszeit würde begleitet mit wachstumssteigernder, humanitärer und technischer Unterstützung Griechenlands als EU-Mitglied. Laut einem Bericht des Guardian wurde der Vorschlag innerhalb der Eurogruppe von Deutschland selbst und acht weiteren Staaten (Belgien, Finnland, Lettland, Litauen, Niederlande, Malta, Österreich, Slowakei) unterstützt. Abgelehnt wurde der Vorschlag von Griechenland selbst und vier weiteren Staaten (Frankreich, Luxemburg, Italien, Spanien). Fünf Staaten verhielten sich dem Bericht zufolge neutral (Estland, Irland, Portugal, Slowenien, Zypern).

## Rechtliche Rahmenbedingungen
Ob eine Beendigung der Mitgliedschaft in der Eurozone ohne gleichzeitiges Ausscheiden aus der EU möglich ist, ist im Schrifttum umstritten: Zumindest vereinzelt wird die Auffassung vertreten, dass ein Mitglied unter bestimmten Voraussetzungen aus der Eurozone ausscheiden kann, ohne aus der EU auszutreten.
Im Übrigen ist aber das Schrifttum fast durchweg der Ansicht, dass die europäischen Verträge weder einen erzwungenen Ausschluss aus der Währungsunion noch aus der Europäischen Union erlauben. Die Europäische Zentralbank (EZB) veröffentlichte im Dezember 2009 ein Diskussionspapier, in dem sie erklärt, dass ein direkter Ausschluss aus Eurozone oder EU unmöglich seien. Er könne allerdings durch indirekte Mittel erzwungen werden.
Der Europarechtler Peter Behrens leitet aus dem Gesellschaftsrecht her, dass ein Staat ausgeschlossen werden kann, der auf Dauer bewusst Obstruktion betreibt. Eine gemeinsame Währung könne nämlich verglichen werden mit der Entscheidung von Privatpersonen, alle Zahlungsein- und -ausgänge über ein gemeinsames Konto abzuwickeln. Dies könne nur in einem Vertrauensverhältnis erfolgreich sein. Bei fortgesetzt opportunistischem Verhalten eines Partners müsse es daher Möglichkeiten des Ausschlusses geben.
Demgegenüber verwahrte sich der damalige griechische Finanzminister Yanis Varoufakis gegen einen erzwungenen Grexit. Er bezeichnete im Juni 2015 die Mitgliedschaft Griechenlands in der Eurozone als nicht verhandelbar und drohte rechtliche Schritte gegen einen möglichen Ausschluss an.

## Bewertungen des Grexit
Autoren des Ifo Instituts für Wirtschaftsforschung (Ifo) verglichen 2012 historische Strategien interner Abwertung (u. a. Lohnkürzungen) und Strategien externer Abwertung (Abwertung der Währung über den Wechselkurs). Sie verwiesen auf die schlechtere wirtschaftliche Entwicklung Griechenlands und Lettlands mit deren Strategie der internen Abwertung im Vergleich zu anderen betrachteten Ländern in Währungskrisen.
Durch Grexit mit Währungsabwertung würden Schuldentragfähigkeiten und noch verdeckte Verluste aber transparenter. Bei einem Verbleib Griechenlands in der Währungsunion und gleichzeitigen Preis- und Lohnsenkungen werde im Gegensatz zur Währungsabwertung die landesinterne Verschuldung nicht angepasst: Einer sinkenden nominalen Rückzahlungskapazität stünden dann unveränderte nominale Verbindlichkeiten gegenüber. Aus Sicht der Schuldner sei dieser Weg daher noch schwieriger zu bewältigen als der Grexit. Länder mit externer Abwertung wie Argentinien (2002), Thailand (1997) oder Italien (1992) hätten in der Phase der Abwertung hingegen nach der Ifo-Untersuchung eine bessere Entwicklung. Im Vergleich zu einer internen Abwertung sei in diesen Fällen die externe Abwertung mit positiveren bzw. weniger negativen Folgen verbunden gewesen. Die Autoren des ifo-Instituts verwiesen jedoch auch auf Probleme des Vergleichs: „die Ungleichgewichte, mit denen Griechenland zu kämpfen hat, [sind] ungleich größer“. Auch Weisbrot und Ray argumentieren, die Strategie interner Abwertung verursache immense ökonomische und soziale Kosten.
Ein weiterer Problemaspekt betrifft die Ansteckungsrisiken für andere Euroländer. Laut Gutachten des IWF und des deutschen Sachverständigenrats vom Frühjahr 2015 sei diese Ansteckungsgefahr beherrschbar. Dazu müssten Schutzwälle gegen Spekulationen eingerichtet werden. Genügend Mittel des ESM und der EZB, um notfalls Anleihen anderer Eurokrisenländer zu kaufen, stünden bereit.
Der deutsche Finanzminister Wolfgang Schäuble warb noch nach der vorläufigen Einigung vom 12. Juli 2015 innerhalb der Eurozone für einen Grexit im gegenseitigen Einvernehmen. Ein wirklicher Schuldenschnitt sei notwendig, unbestritten sei aber, dass er – im Gegensatz zur angestrebten Umschuldung aus ESM- und IWF-Mitteln – aus rechtlichen Gründen „mit einer Mitgliedschaft in der Währungsunion unvereinbar“ sei. Auch für die Bewilligung von ESM-Mitteln sei Schuldentragfähigkeit eine zwingende Voraussetzung, diese jedoch ohne Schuldenschnitt schwer zu erreichen.
Auch der ehemalige griechische Finanzminister Yanis Varoufakis sah eine Kopplung von Schuldenschnitt und Grexit, womit er allerdings innerhalb der Regierung weitgehend isoliert war. Nach seiner Amtsübernahme Ende Januar 2015 wandte er sich zwar gegen einen erzwungenen Euro-Austritt, spielte aber als Alternative zur von den Kreditgebern geforderten Austeritätspolitik Szenarien in einer kleinen Gruppe theoretisch durch. In internen Beratungen der griechischen Regierung nach dem Referendum sah er die Ablehnung der Spar- und Reformvorschläge als Bestärkung eines Vorschlags, den er schon als Reaktion auf die eine Woche vorher angekündigte Schließung der Banken gemacht hatte: Ausgabe eigener Schuldscheine, Erklärung eines Schuldenschnitts in Bezug auf von der EZB seit 2012 gehaltene griechische Staatsanleihen und Übernahme der Kontrolle der griechischen Zentralbank. Er sah dies nicht als unumkehrbare Entwicklung zum Grexit an, meinte jedoch, das Eingehen des Risikos hätte die griechische Verhandlungsposition gestärkt.
Die finanziellen Auswirkungen eines Grexits lassen sich kaum quantifizieren. Bei einem 50%igen Schuldenerlass würden nach einer Schätzung vom Januar 2015 die Kosten für Deutschland wahrscheinlich 40 bis 50 Milliarden Euro betragen. Carsten Schneider (SPD) prognostizierte Kosten in Höhe von „30 Milliarden Euro oder mehr“, ohne die Annahmen seiner Berechnung offenzulegen. Das Nachrichtenmagazin Focus bezifferte den maximal möglichen Schaden für Deutschland auf ca. 72 Mrd. Euro und vermutete, es würde nicht mehr als die Hälfte dieses Betrags tatsächlich verloren gehen. Die EZB hat kategorisch ausgeschlossen, an einem Schuldenschnitt teilzunehmen: dies dürfe sie nicht, weil ein Schuldenerlass eine verbotene Staatsfinanzierung und somit ein Verstoß gegen die Europäischen Verträge wäre.
Klaus Regling, der Generaldirektor des ESM, bezeichnete Mitte Februar 2015 einen Grexit als die teuerste Lösung für Griechenland und den Euro-Raum. Er äußerte Verständnis für die Bemühungen der neuen griechischen Regierung, vereinbarte Bedingungen zu ändern, und signalisierte Kompromissbereitschaft.
Nach Ansicht von Christoph M. Schmidt, dem Präsidenten des Rheinisch-Westfälischen Instituts für Wirtschaftsforschung und Vorsitzenden des Sachverständigenrats zur Begutachtung der gesamtwirtschaftlichen Entwicklung, sei im Falle eines Grexits das Risiko groß, dass Griechenland dauerhaft stagniere und sich so eine humanitäre Katastrophe ereigne. Die derzeitige griechische Politik sei hochgefährlich, der beste Weg sei eine Kombination aus Haushaltskonsolidierung und Reformen in Griechenland. Der schlechteste und teuerste Weg wäre es aus deutscher Sicht aber, den Forderungen aus Athen nachzugeben, um einen Grexit um jeden Preis zu verhindern. Nach einem internen Arbeitspapier des Internationalen Währungsfonds müsse Griechenland im Falle des Grexit eine Währung einführen, die nicht an den Euro gekoppelt ist, sondern zur Stärkung der Wettbewerbsfähigkeit der griechischen Wirtschaft einen freien Wechselkurs aufweist. Die Folge eines geringen Außenwerts der neuen Währung sei ein Anstieg der Preise von Importgütern. Um dem Risiko schwerer wirtschaftlichen Verwerfungen und einer Hyperinflation innerhalb Griechenlands vorzubeugen, müsse dem die neue nationale Geldpolitik Griechenlands zugleich entschieden gegensteuern. Für die ehemaligen Krisenstaaten Portugal, Irland und Spanien seien die Auswirkungen des Grexits dagegen leichter beherrschbar.
In einem Interview mit der Mittelbayerischen Zeitung vom 30. Juni 2015 gab der frühere „oberste Wirtschaftsweise“ Wolfgang Wiegard auf die Frage „Wie soll und kann Europa helfen?“ folgende Antwort: „Ob Grexit oder nicht: Griechenland wird auf viele Jahre auf Hilfen von den europäischen Partnern angewiesen sein. Dabei geht es einmal darum, eine drohende Verarmung der Bevölkerung durch Unterstützungsleistungen zu verhindern. Ebenso wichtig ist aber, dass Griechenland wieder wettbewerbsfähig wird.“
Im Vergleich mit dem möglichen Grexit hielt Wiegard den (inzwischen durchgeführten) Austritt Großbritanniens aus der EU („Brexit“) für gefährlicher.

## Austrittsbestrebungen in anderen europäischen Ländern
In einigen europäischen Ländern gibt es Gruppierungen, die ebenfalls einen Austritt aus der Europäischen Union anstreben. In Anlehnung an die Bezeichnung „Brexit“ für den Austritt des Vereinigten Königreichs ist in diesem Zusammenhang die Rede von Danexit (Dänemark), Dexit (Deutschland), Frexit (Frankreich), Italexit (Italien), Nexit (Niederlande) oder Öxit (Österreich).